# Liquid Gold
Liquid Gold war eine britische Discoband, die von 1977 bis 1984 aktiv war. Ihr größter Hit ist das Lied Dance Yourself Dizzy aus dem Jahr 1980.

## Biografie
Die Band wurde 1977 von dem Produzenten und Songwriter Adrian Baker zusammengestellt. Neben der Sängerin Ellie Hope, die zuvor unter anderem Mitglied bei Babe Ruth gewesen war, gehörten Gitarrist Syd Twynham, Bassist Ray Knott und Schlagzeuger Wally Rothe zu den Gründungsmitgliedern. Die erste Single Anyway You Do It stieg im Dezember 1978 in die englischen Charts und schaffte es bis auf Platz 41. Mit dem Track My Baby’s Baby erreichte die Gruppe 1979 Platz 45 der US-Single-Charts und sogar Platz 5 der dortigen Dance Music / Club Play Singles.
Dance Yourself Dizzy stieg 1980 in den USA noch auf Platz 26 der Dance-Charts, kletterte in der englischen Hitparade aber bis auf Rang 2, wurde zu Liquid Golds größtem Erfolg und mit einer Silbernen Schallplatte ausgezeichnet. Mit Substitute folgte im Mai des Jahres auf Platz 8 ein weiterer Top-10-Hit im Vereinigten Königreich. Das nach der Band benannte einzige Album, das in Deutschland unter dem Titel Dance Yourself Dizzy erschien und auf dem alle bisherigen Hits zu finden sind, schaffte es im August bis auf Platz 34 der englischen Charts.
Mit The Night the Wine and the Roses (1980), Don’t Panic (1981) und Where Did We Go Wrong? (1982) schafften es drei weitere Singles auf untere Plätze der UK-Charts. Der letzte Hit der Band wurde What’s She Got. Die Single kam 1983 in den Vereinigten Staaten bis auf Platz 23 der Dance Music/Club Play Singles und auf Platz 86 der Billboard Hot 100. Nachdem die im Hi-NRG-Stil produzierte Single Turn the Tables unbeachtet geblieben war, trennte sich Liquid Gold 1984.
Ellie Hope und Ray Knott heirateten später. Sie besitzen heute ein Kiefernmöbelgeschäft in Reigate im Süden Englands.

## Mitglieder
- Ellie Hope – Gesang
- Ray Knott – Bass
- Syd Twynham – Gitarre (bis 1983)
- Wally Rothe – Schlagzeug (bis 1983)
- Tom Marshall – Keyboard (nur 1980)
- Franco Morruzzi – Keyboard (ab 1981)

## Diskografie

### Alben
| Jahr | Titel       | Höchstplatzierung, Gesamtwochen, AuszeichnungChartplatzierungen (Jahr, Titel, Platzierungen, Wochen, Auszeichnungen, Anmerkungen) | Höchstplatzierung, Gesamtwochen, AuszeichnungChartplatzierungen (Jahr, Titel, Platzierungen, Wochen, Auszeichnungen, Anmerkungen) | Anmerkungen                                                           |
| Jahr | Titel       | UK | US | Anmerkungen                                                           |
| ---- | ----------- | --- | --- | --------------------------------------------------------------------- |
| 1980 | Liquid Gold | UK34 (3 Wo.)UK | — | alternativer Albumtitel: Dance Yourself Dizzy Produzent: Adrian Baker |

### Singles
| Jahr | Titel Album                        | Höchstplatzierung, Gesamtwochen, AuszeichnungChartplatzierungen (Jahr, Titel, Album, Platzierungen, Wochen, Auszeichnungen, Anmerkungen) | Höchstplatzierung, Gesamtwochen, AuszeichnungChartplatzierungen (Jahr, Titel, Album, Platzierungen, Wochen, Auszeichnungen, Anmerkungen) | Anmerkungen |
| Jahr | Titel Album                        | UK | US | Anmerkungen |
| ---- | ---------------------------------- | --- | --- | ----------- |
| 1978 | Anyway You Do It –                 | UK41 (7 Wo.)UK | — |             |
| 1979 | My Baby’s Baby –                   | — | US45 (9 Wo.)US |             |
| 1980 | Dance Yourself Dizzy –             | UK2 Silber · (14 Wo.)UK | — |             |
| 1980 | Substitute –                       | UK8 (9 Wo.)UK | — |             |
| 1980 | The Night the Wine and the Roses – | UK32 (7 Wo.)UK | — |             |
| 1981 | Don’t Panic –                      | UK42 (5 Wo.)UK | — |             |
| 1982 | Where Did We Go Wrong? –           | UK56 (4 Wo.)UK | — |             |
| 1983 | What’s She Got –                   | — | US86 (4 Wo.)US |             |

Weitere Singles
- 1979: Mr. Groovy (It Feels so Nice)
- 1981: One of Us Fell in Love
- 1984: Turn the Tables